# مضيق كاريماتا
مضيق كاريماتا (بالإنجليزية: Karimata Strait)‏ هو مضيق واسع يقع في جنوب شرق اسيا يصل بحر الصين الجنوبي ببحر جاوة ويبلغ عرضة نحو 150 كيلومتر (94 ميل).

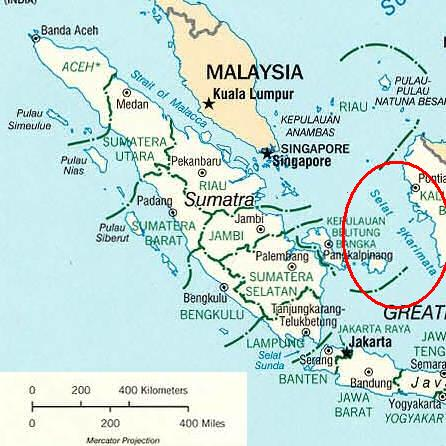
مضيق كاريماتا